# ورگیل
ورگیل، روستایی از توابع بخش رودبار شهرستان شهرستان قزوین در استان قزوین ایران است.

## جمعیت
این روستا در دهستان رودبار شهرستان قرار دارد و براساس سرشماری مرکز آمار ایران در سال ۱۳۹۵، جمعیت آن ۴۰۰ نفر (۱۰۲خانوار) بوده‌است. تاتی زبان مردم ورگیل است.